# Вілька Малкова
Вілька Малкова (пол. Wólka Małkowa) — село в Польщі, у гміні Триньча Переворського повіту Підкарпатського воєводства.
Населення — 312 осіб (2011).

## Історія
Село відоме з XV ст. Входило до Перемишльської землі Руського воєводства.
У 1772-1918 рр. село було у складі Австро-Угорської монархії, у провінції Королівство Галичини та Володимирії. У 1900 р. відкрита залізниця Переворськ—Розвадів із залізничним перестанком у селі під назвою сусіднього села Тринча та фортом для оборони перестанку. На цей час місцеве українське населення лівобережного Надсяння після півтисячолітніх латинізації та полонізації було переважно асимільоване, зокрема у 1913 р. фіксується востаннє 2 греко-католики села, які належали до парафії Гориці Канчуцького деканату Перемишльської єпархії. У міжвоєнний період Вілька Малкова зникає з переліку сіл парафії.
У 1975-1998 роках село належало до Перемишльського воєводства.

## Демографія
Демографічна структура станом на 31 березня 2011 року:
|          | Загалом | Допрацездатний вік | Працездатний вік | Постпрацездатний вік |
| -------- | ------- | ------------------ | ---------------- | -------------------- |
| Чоловіки | 161     | 27                 | 115              | 19                   |
| Жінки    | 151     | 23                 | 92               | 36                   |
| Разом    | 312     | 50                 | 207              | 55                   |